# Референдум о независимости Южной Осетии 2006 года
12 ноября 2006 года, Южная Осетия, на тот момент в основном непризнанная республика Закавказья, бывшая Юго-Осетинская автономная область в составе Грузинской Советской Социалистической Республики со столицей в Цхинвали, провела референдум о независимости.

## Референдум
Указ о проведении в Южной Осетии 12 ноября референдума о независимости был подписан 11 сентября 2006 года президентом республики Эдуардом Кокойты. По словам Кокойты, референдум «должен подтвердить итоги предыдущего референдума 1992 года, по которому большинство жителей республики высказались за независимость Южной Осетии». При этом он пояснил, что новый референдум проводится с целью «выяснить мнение нового поколения южноосетинцев».
На референдуме о независимости, организованном Цхинвали, избиратели ответили на вопрос: «Согласны ли Вы с тем, чтобы Республика Южная Осетия сохранила свой нынешний статус независимого государства и была признана международным сообществом?».
Помимо Южной Осетии голосование проходило и на шести избирательных участках в Северной Осетии, входящей в состав России. Там голосовали беженцы из Южной Осетии — они также поддержали независимость республики и Э.Кокойты.

## Реакция
МИД РФ накануне заявил, что «независимо от того, получат ли результаты референдума в Южной Осетии международное признание, в любом случае они станут индикатором настроений и предпочтений югоосетинского населения, что необходимо будет учитывать в реальной политике». Ко всему в МИД РФ считают, что «жесткая линия Тбилиси, стремящегося нагнетать напряженность во взаимоотношениях с Южной Осетией, демонстративно отказываясь при этом от выполнения действующих соглашений и достигнутых договоренностей, вынуждает Цхинвали идти на встречные меры. К их числу можно отнести и проведение референдума».
МИД Грузии на это парировал: «РФ придает определенное значение запланированным в регионе мероприятиям (выборы и референдум в Южной Осетии), что является еще одним проявлением антигрузинской политики Москвы». В Тбилиси в очередной раз повторили, что и выборы, и референдум – нелегитимны. Это же заявили перед событиями в Южной Осетии ОБСЕ, Евросоюз, Госдепартамент США. А вчера этот список продолжила НАТО. Генеральный секретарь НАТО Яап де Хооп Схеффер заявил: «От имени НАТО я присоединяюсь к другим международным руководителям, чтобы отвергнуть так называемый «референдум» и «выборы», проводимые в Южной Осетии».